# Người đẹp và quái vật (phim 2014)
Người đẹp và quái vật (tiếng Anh: Beauty and the Beast; tiếng Pháp: La Belle et la Bête) là một bộ phim lãng mạn kỳ ảo của Đức-Pháp 2014 dựa trên cuốn truyện cổ tích truyền thống cùng tên của Gabrielle-Suzanne Barbot de Villeneuve. Do Christophe Gans đạo diễn kiêm viết kịch bản với Gans, phim có diễn viên Léa Seydoux vai Belle và Vincent Cassel vai quái vật. Phim nhận ba đề cử tại lễ trao giải César lần thứ 40 và giành giải Thiết kế hiện trường đẹp nhất. Phim khởi chiếu tại Việt Nam ngày 25 tháng 4 năm 2014.